# Яубуляково
Яубуляково (баш. Яубүләк) — деревня в Салаватском районе Башкортостана, входит в состав Аркауловского сельсовета. 

## Население
| 2002 | 2009 | 2010 |
| ---- | ---- | ---- |
| 34   | ↘32  | ↘26  |

Национальный состав
Согласно переписи 2002 года, преобладающая национальность — башкиры (91 %).

## Географическое положение
Находится на левом берегу реки Юрюзани.
Расстояние до:
- районного центра (Малояз): 30 км,
- центра сельсовета Аркаулово: 6 км,
- ближайшей ж/д станции (Кропачёво): 61 км.

## Известные уроженцы
- Гайфуллин, Абдрахман Зайнуллович (6 сентября 1908 — 17 апреля 1945) — участник Великой Отечественной войны, гвардии лейтенант, Герой Советского Союза[5][6].